# Montpezat-sous-Bauzon
Montpezat-sous-Bauzon – miejscowość i gmina we Francji, w regionie Owernia-Rodan-Alpy, w departamencie Ardèche.
Według danych na rok 1990 gminę zamieszkiwało 698 osób, a gęstość zaludnienia wynosiła 26 osób/km² (wśród 2880 gmin regionu Rodan-Alpy Montpezat-sous-Bauzon plasuje się na 983. miejscu pod względem liczby ludności, natomiast pod względem powierzchni na miejscu 292.).

## Galeria

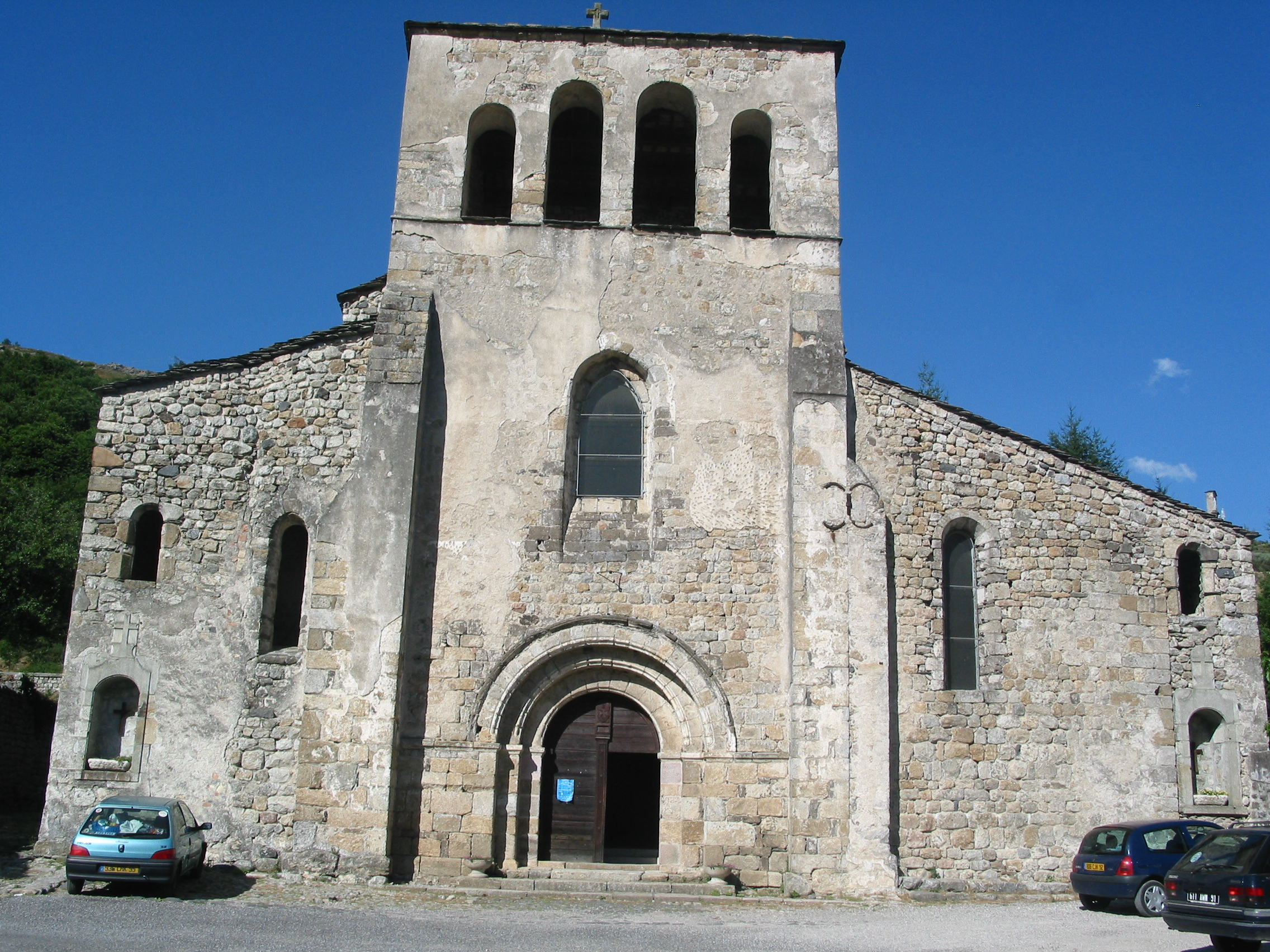
Kościół Matki Bożej (2005)
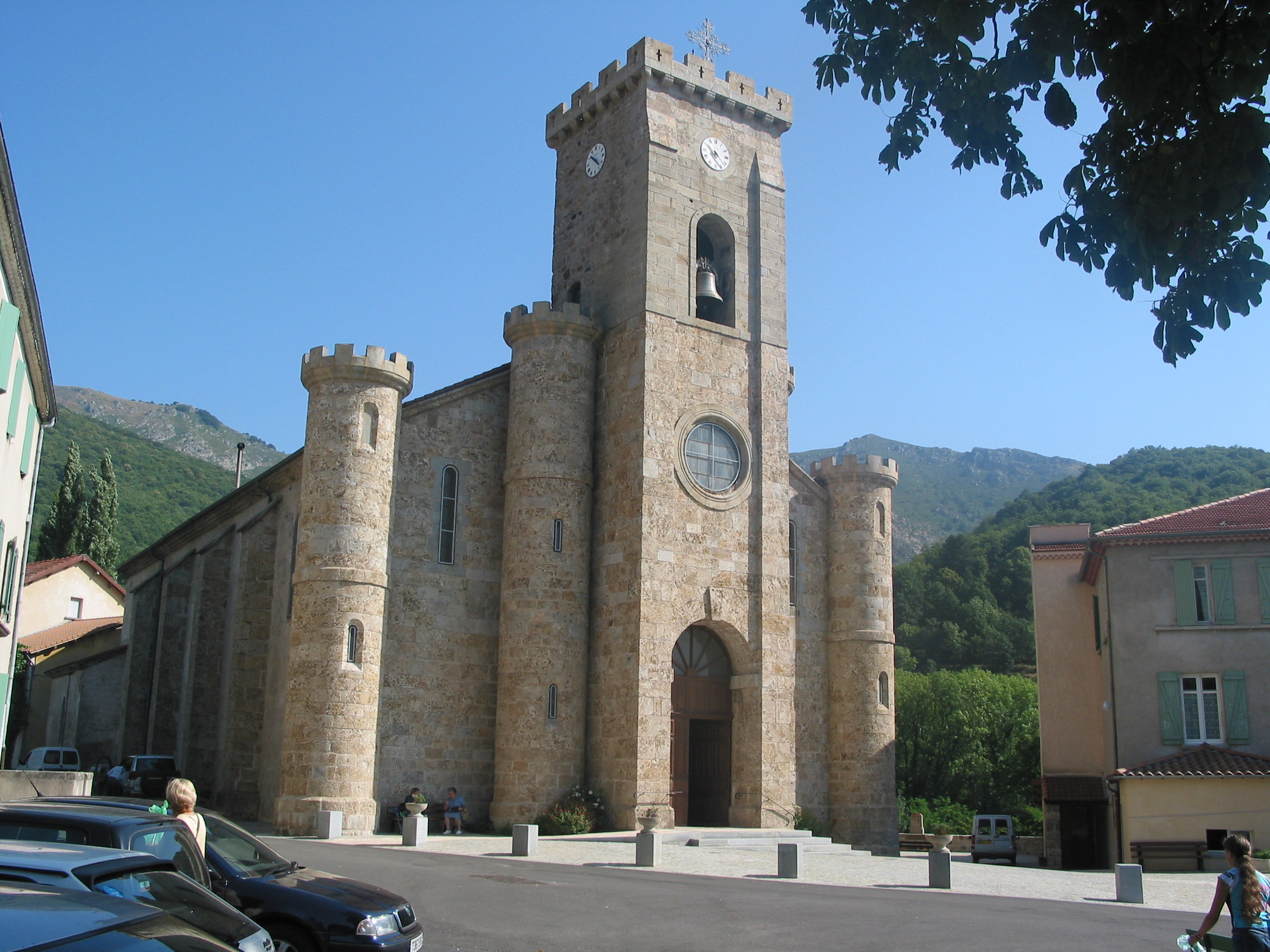
Kościół (2005)